# 도미니크 바테네
도미니크 바테네(프랑스어: Dominique Bathenay, 1954년 2월 13일, 론-알프 지방 퐁뎅 ~)는 프랑스의 전직 프로 축구 선수로, 현역 시절 미드필더로 활약했으며, 이후 감독일도 했다.

## 경력
바테네는 1973년부터 1978년까지 생-테티엔에서 활약했고, 이후 1978년과 1985년 사이에는 파리 생-제르맹 소속이었다.
그는 1978년 월드컵 당시 프랑스 선수단 일원으로 활약했다. 그는 1975년부터 1982년까지 프랑스 국가대표팀 경기에서 20경기 출전했고, 4골을 득점했다.

## 수상

### 클럽
생-테티엔
- 디비시옹 1: 1973–74, 1974–75, 1975–76
- 쿠프 드 프랑스: 1973–74, 1974–75, 1976–77

파리 생-제르맹
- 쿠프 드 프랑스: 1981–82, 1982–83